# Добунны
Добунны (лат. Dobunni) — название, данное античными авторами одному из кельтских племён (входили в группу бриттов, а также, возможно, белгов), переселившихся с континентальной Европы на остров Британия, где они стали известны античному миру в конце 1-го тыс. до н. э. К середине 1-го тысячелетия вытеснены и частично ассимилированы пришлым населением.

## Область расселения
В Британии они проживали в верховьях долины реки Темза и низовьях долины реки Северн (территория современных графств Юго-Западной Англии — Глостершир, Херефордшир, Оксфордшир, Уэст-Мидлендс и юго-востока Уэльса — графство Монмутшир).

## Доримский период
|                                      |
| Кельтские племена — соседи добуннов. |

Переселение добуннов на остров Британию с материка произошло, вероятно, в середине III века до н. э., когда сюда проникали многие кельтские племена — носители Латенской культуры. Культура этих племён в Британии обозначается современными исследователями как «железный век B». Также, иногда эту культуру называют «Marnians», так как существует гипотеза, что пришли они с территорий соответствующих современному департаменту Марна во Франции.
Перед римским завоеванием (в I в.) племена юго-восточной Британии находились на стадии разложения первобытно-общинных отношений. У добуннов, как и у других кельтов этого региона, земля сконцентрировалась в руках знати, появилось рабство. Крупные племенные союзы начинают распадаться, дробясь на более мелкие постоянно воюющие между собой царства. Власть в племени разделяют между собой правители местных династий и служители культа — друиды
|                  |  |
| Монета добуннов. |  |

Из хозяйственной деятельности добуннов известно об их занятии соледобычей. Также мастерами племени со временем осваивается чеканка (штемпельная чеканка) и литьё монет (около I в. до н. э.).
Поселения добуннов, как и у большинства кельтских племён, представляли собой укрепления на холмах, имевшие каменные стены и прямоугольный план, римляне называли такие посёлки-крепости оппидумами (лат. oppidum).
При торговле, на всей территории Британии, денежным эквивалентом выступало золото — ожерелья, браслеты, а также более мелкие золотые колечки, иногда описываемые как «деньги-кольца». Могли применяться в качестве денег железные бруски, выкованные определёнными сериями весов и размеров. Постепенно (возможно во второй половине II в. до н. э.) с материка начинают проникать в обращение золотые, серебряные и бронзовые монеты, способствуя активизации торговли.

## Римское завоевание
В I веке римляне покорили часть острова Британия, что привело к включению территории проживания добуннов в провинцию Британия (лат. Britanniae, с 197 года вошли в состав провинции Британия Верхняя, а в 293—410 годах в провинцию Первая Британия в составе Британского Диоцеза). Одним из римских легионов участвовавших во вторжении в Британию, и частично базировавшийся в землях добуннов, был II Августов легион.
|                                                                |
| Фрагмент одной из мозаик римской виллы Чедворт вблизи Гливума. |

Исследователи предполагают, что, в отличие от других бриттских племён, завоевание не встретило среди добуннов большого сопротивления, а приход римлян ускорило у них процессы разложения первобытно-общинного строя. Способствовало этому введение римлянами системы хозяйствования, основанной на повсеместном строительстве вилл — сельскохозяйственных объектов, благодаря которым развивался товарообмен и рост связей с городом. На территории племени обнаружено около 80—90 вилл, половина из которых возникла в конце III — начале IV веков, в основном на месте более скромных построек I века. Завоеватели, таким образом, интегрировали местное население в социальную и экономическую систему римского мира, активно романизируя его.
Одно из центральных городищ добуннов — их центр административной, политической и экономической жизни при римлянах, был Кориний (лат. Corinnium Dobunnorum, в 293—410 годах — административный центр римской провинции Первая Британия), ныне это город Сайренсестер в графстве Глостершир. Также римлянами около 48 года здесь был построен каструм, позже немного перенесённый и разрастающийся в колонию Гливум (лат. Glevum, официально — Колония Нервия Гливинсиум лат. Colonia Nervia Glevensium), сейчас это центр графства Глостершир — город Глостер.

## Правители племени
По надписям на монетах, изготовляемых добуннами, исследователями восстановлены некоторые имена (или части имени) правителей племени:
- Anted[…]
- Bodvoc
- Catti[…]
- Comux[…]
- Corio
- Eisu[…]
- Inam[…]